# Mondreville (Yvelines)
Mondreville település Franciaországban, Yvelines megyében. Lakosainak száma 390 fő (2022. január 1.). Mondreville Gilles, Le Mesnil-Simon, Flins-Neuve-Église, Longnes és Tilly községekkel határos.

## Népesség
A település népességének változása:
| Lakosok száma | 406  | 406  | 409  | 406  | 408  | 407  | 407  | 398  | 390  |
|               | 2013 | 2015 | 2016 | 2017 | 2018 | 2019 | 2020 | 2021 | 2022 |